# Mycodrosophila erecta
Mycodrosophila erecta är en tvåvingeart som beskrevs av Toyohi Okada 1968. Mycodrosophila erecta ingår i släktet Mycodrosophila och familjen daggflugor. Inga underarter finns listade i Catalogue of Life.